# Canton de Gorges de l'Allier-Gévaudan
Le canton de Gorges de l'Allier-Gévaudan est une circonscription électorale française du département de la Haute-Loire.

## Histoire
Un nouveau découpage territorial de la Haute-Loire entre en vigueur à l'occasion des élections départementales de 2015. Il est défini par le décret du 17 février 2014, en application des lois du 17 mai 2013 (loi organique 2013-402 et loi 2013-403). Les conseillers départementaux sont, à compter de ces élections, élus au scrutin majoritaire binominal mixte. Les électeurs de chaque canton élisent au Conseil départemental, nouvelle appellation du Conseil général, deux membres de sexe différent, qui se présentent en binôme de candidats. Les conseillers départementaux sont élus pour 6 ans au scrutin binominal majoritaire à deux tours, l'accès au second tour nécessitant 12,5 % des inscrits au 1er tour. En outre la totalité des conseillers départementaux est renouvelée. Ce nouveau mode de scrutin nécessite un redécoupage des cantons dont le nombre est divisé par deux avec arrondi à l'unité impaire supérieure si ce nombre n'est pas entier impair, assorti de conditions de seuils minimaux. Dans la Haute-Loire, le nombre de cantons passe ainsi de 35 à 19.
Lors de sa création, le canton de Gorges de l'Allier-Gévaudan comprend vingt-huit communes.
Le canton de Gorges de l'Allier-Gévaudan est formé de communes des anciens cantons de Pinols (6 communes), de Saugues (13 communes) et de Langeac (9 communes). Il est entièrement inclus dans l'arrondissement de Brioude. Le bureau centralisateur est situé à Langeac.

## Représentation
| Période élective | Période élective | Mandat | Mandat   | Identité              | Nuance | Nuance | Qualité                                                                                        |
| ---------------- | ---------------- | ------ | -------- | --------------------- | ------ | ------ | ---------------------------------------------------------------------------------------------- |
| 2015             | 2021             | 2015   | 2021     | Michel Brun           |        | DVD    | Cadre supérieur - Maire de Saugues (2014-2020), conseiller municipal (opposition) depuis 2020  |
| 2015             | 2021             | 2015   | 2021     | Marie-Thérèse Roubaud |        | DVD    | Retraitée - Maire de Langeac (2008-2020), conseillère municipale (opposition) depuis 2020      |
| 2021             | 2028             | 2021   | en cours | Michel Brun           |        | DVC    | Cadre, conseiller municipal de Saugues, Vice-président du conseil départemental de Haute-Loire |
| 2021             | 2028             | 2021   | en cours | Chantal Farigoule     |        | DVC    | Retraitée, conseillère municipale (opposition) de Langeac                                      |

### Résultats détaillés

#### Élections de mars 2015
Lors des élections départementales de 2015, le binôme composé de Michel Brun et Marie-Thérèse Roubaud (Union de la Droite) est élu au premier tour avec 51,35 % des suffrages exprimés, devant le binôme composé de Sabine Bouquet et Franck Noel-Baron (DVG) (29,88 %). Le taux de participation est de 55,67 % (4 766 votants sur 8 561 inscrits) contre 53,67 % au niveau départemental et 50,17 % au niveau national.

#### Élections de juin 2021
Le premier tour des élections départementales de 2021 est marqué par un très faible taux de participation (33,26 % au niveau national). Dans le canton de Gorges de l'Allier-Gévaudan, ce taux de participation est de 46,98 % (3 890 votants sur 8 281 inscrits) contre 40,17 % au niveau départemental. À l'issue de ce premier tour, deux binômes sont en ballottage : Michel Brun et Chantal Farigoule (DVC, 45,12 %) et Gérard Beaud et Madeleine Romeuf (Divers, 33,99 %).
Le second tour des élections est marqué une nouvelle fois par une abstention massive équivalente au premier tour. Les taux de participation sont de 34,36 % au niveau national, 37,53 % dans le département et 50,1 % dans le canton de Gorges de l'Allier-Gévaudan. Michel Brun et Chantal Farigoule (DVC) sont élus avec 59,63 % des suffrages exprimés (2 294 voix pour 4 148 votants et 8 279 inscrits),,.

## Composition
Le canton de Gorges de l'Allier-Gévaudan comprenait vingt-huit communes à sa création.
À la suite de la création des communes nouvelles d'Esplantas-Vazeilles et de Thoras, il compte vingt-six communes.
| Nom                                   | Code Insee | Intercommunalité                      | Superficie (km2) | Population (dernière pop. légale) | Densité (hab./km2) | Modifier                                    |
| ------------------------------------- | ---------- | ------------------------------------- | ---------------- | --------------------------------- | ------------------ | ------------------------------------------- |
| Langeac (bureau centralisateur)       | 43112      | CC des Rives du Haut Allier           | 33,94            | 3 433 (2022)                      | 101                | modifier les données · modifier les données |
| Auvers                                | 43015      | CC des Rives du Haut Allier           | 21,50            | 48 (2022)                         | 2,2                | modifier les données · modifier les données |
| La Besseyre-Saint-Mary                | 43029      | CC des Rives du Haut Allier           | 21,57            | 102 (2022)                        | 4,7                | modifier les données · modifier les données |
| Chanaleilles                          | 43054      | CC des Rives du Haut Allier           | 48,52            | 173 (2022)                        | 3,6                | modifier les données · modifier les données |
| Chanteuges                            | 43056      | CC des Rives du Haut Allier           | 16,33            | 408 (2022)                        | 25                 | modifier les données · modifier les données |
| Charraix                              | 43060      | CC des Rives du Haut Allier           | 9,46             | 67 (2022)                         | 7,1                | modifier les données · modifier les données |
| Chazelles                             | 43068      | CC des Rives du Haut Allier           | 4,90             | 32 (2022)                         | 6,5                | modifier les données · modifier les données |
| Cubelles                              | 43083      | CC des Rives du Haut Allier           | 12,13            | 153 (2022)                        | 13                 | modifier les données · modifier les données |
| Desges                                | 43085      | CC des Rives du Haut Allier           | 16,83            | 56 (2022)                         | 3,3                | modifier les données · modifier les données |
| Esplantas-Vazeilles                   | 43090      | CC des Rives du Haut Allier           | 17,13            | 127 (2022)                        | 7,4                | modifier les données · modifier les données |
| Grèzes                                | 43104      | CC des Rives du Haut Allier           | 35,79            | 184 (2022)                        | 5,1                | modifier les données · modifier les données |
| Monistrol-d'Allier                    | 43136      | CA du Puy-en-Velay                    | 27,32            | 219 (2022)                        | 8,0                | modifier les données · modifier les données |
| Pébrac                                | 43149      | CC des Rives du Haut Allier           | 17,85            | 115 (2022)                        | 6,4                | modifier les données · modifier les données |
| Pinols                                | 43151      | CC des Rives du Haut Allier           | 34,92            | 183 (2022)                        | 5,2                | modifier les données · modifier les données |
| Prades                                | 43155      | CC des Rives du Haut Allier           | 4,82             | 72 (2022)                         | 15                 | modifier les données · modifier les données |
| Saint-Arcons-d'Allier                 | 43167      | CC des Rives du Haut Allier           | 16,08            | 191 (2022)                        | 12                 | modifier les données · modifier les données |
| Saint-Bérain                          | 43171      | CC des Rives du Haut Allier           | 13,00            | 90 (2022)                         | 6,9                | modifier les données · modifier les données |
| Saint-Christophe-d'Allier             | 43173      | CC des Pays de Cayres et de Pradelles | 19,30            | 86 (2022)                         | 4,5                | modifier les données · modifier les données |
| Saint-Julien-des-Chazes               | 43202      | CC des Rives du Haut Allier           | 6,63             | 54 (2022)                         | 8,1                | modifier les données · modifier les données |
| Saint-Préjet-d'Allier                 | 43220      | CA du Puy-en-Velay                    | 24,46            | 167 (2022)                        | 6,8                | modifier les données · modifier les données |
| Saint-Vénérand                        | 43225      | CC des Pays de Cayres et de Pradelles | 9,68             | 60 (2022)                         | 6,2                | modifier les données · modifier les données |
| Saugues                               | 43234      | CC des Rives du Haut Allier           | 78,80            | 1 664 (2022)                      | 21                 | modifier les données · modifier les données |
| Siaugues-Sainte-Marie                 | 43239      | CC des Rives du Haut Allier           | 40,01            | 827 (2022)                        | 21                 | modifier les données · modifier les données |
| Tailhac                               | 43242      | CC des Rives du Haut Allier           | 12,52            | 63 (2022)                         | 5,0                | modifier les données · modifier les données |
| Thoras                                | 43245      | CC des Rives du Haut Allier           | 44,93            | 235 (2022)                        | 5,2                | modifier les données · modifier les données |
| Venteuges                             | 43256      | CC des Rives du Haut Allier           | 39,35            | 341 (2022)                        | 8,7                | modifier les données · modifier les données |
| Canton de Gorges de l'Allier-Gévaudan | 4307       |                                       | 627,77           | 9 150 (2022)                      | 15                 | modifier les données                        |

## Démographie
En 2022, le canton comptait 9 150 habitants, en évolution de −5,08 % par rapport à 2016 (Haute-Loire : +0,36 %, France hors Mayotte : +2,11 %).
| 2013  | 2018  | 2022  |
| ----- | ----- | ----- |
| 9 882 | 9 354 | 9 150 |